# 熊本県道219号横野矢部線
熊本県道219号横野矢部線（くまもとけんどう219ごう よこのやべせん）は、熊本県上益城郡御船町から上益城郡山都町に至る一般県道である。

## 概要
上益城郡御船町大字滝尾から上益城郡山都町南田に至る。

### 路線データ
- 起点：熊本県上益城郡御船町大字滝尾（国道445号交点）
- 終点：熊本県上益城郡山都町南田（山都町南田交差点、国道218号交点、熊本県道180号南田内大臣線起点）

## 路線状況

### 道路施設

#### 橋梁
- 横野橋（御船川、上益城郡御船町）

#### トンネル
- 北川内隧道：延長72 m、1932年（昭和7年）竣工、上益城郡山都町

## 地理

### 通過する自治体
- 上益城郡御船町
- 上益城郡山都町

### 交差する道路
| 交差する道路                                       | 市町村名 | 市町村名 | 交差する場所 | 交差する場所            |
| -------------------------------------------------- | -------- | -------- | ------------ | ----------------------- |
| 国道445号 熊本県道104号熊本浜線 重複               | 上益城郡 | 御船町   | 大字滝尾     | 起点                    |
| 熊本県道152号稲生野甲佐線                          | 上益城郡 | 御船町   | 大字水越     |                         |
| 熊本県道321号囲砥用線                              | 上益城郡 | 山都町   | 猿渡         |                         |
| 国道218号 国道445号 重複 熊本県道180号南田内大臣線 | 上益城郡 | 山都町   | 南田         | 山都町南田交差点 / 終点 |

### 沿線
- 下矢部郵便局

### 峠
- 樫永峠（上益城郡御船町）